# Menodoro
Menodoro, también conocido como Menas, fue un almirante que sirvió bajo el mando de Sexto Pompeyo durante la Revuelta siciliana en la segunda mitad del siglo I a. C.

## Biografía
Menodoro fue un liberto de Pompeyo Magno, y cuando su hijo, Sexto Pompeyo, se erigió como gobernador de Sicilia en 40 a. C., Menodoro se convirtió en uno de sus almirantes. Capturó Cerdeña en 40 a. C., expulsando al gobernador de Octaviano, Marco Lurio.
EL historiador Plutarco relata que durante un banquete a bordo del barco insignia de Sexto, mientras se negociaba el pacto de Miseno (39 a. C.), en el que se encontraban los tres miembros del Segundo Triunvirato, Octaviano, Marco Antonio y Lépido, Menodoro le sugirió a Sexto Pompeyo: «Deberías cortar los cabos y hacerte amo, no solo de Sicilia y Cerdeña, sino de todo el Imperio romano», y Sexto le espetó que ya era tarde para hacerlo, que debería haberlo hecho él sin avisarle, ya que Sexto les había dado su palabra de que nos les haría daño.
En 38 a. C. Menodoro rindió la provincia de Cerdeña a Octaviano y, a cambio, recibió el rango ecuestre. Luchó por Octaviano bajo el mando del senador Cayo Calvisio Sabino en la batalla de Cumae. En 36 a. C. retornó con Sexto, pero este mantuvo vigilado a Menodoro, incómodo por tratar con alguien que cambiaba con facilidad de bando. Murió mientras combatía en la Campaña iliria en 35 a. C.

## En la literatura
Menodoro aparece como un personaje secundario en la obra Antonio y Cleopatra del dramaturgo inglés William Shakespeare, en la obra se le nombra como Menas.
También aparece en el epodon liber, los épodos, de Horacio.